# یونایتد ایرلاینز
یونایتد ایرلاینز (به انگلیسی: United Airlines) شرکت هواپیمایی آمریکایی است، که زیرمجموعه‌ای از شرکت یونایتد ایرلاینز هولدینگز به‌شمار می‌آید.
شرکت یونایتد ایرلاینز در سال ۱۹۲۶ تأسیس شد و در سال ۲۰۲۴ این شرکت دارای ۱۰۷٬۳۰۰ نفر کارمند است، ناوگان هوایی آن شامل ۱۰۳۷ هواپیما می‌باشد که بیشتر از هواپیماهای بوئینگ و سپس ایرباس تشکیل شده است. 